# Maurice Garin

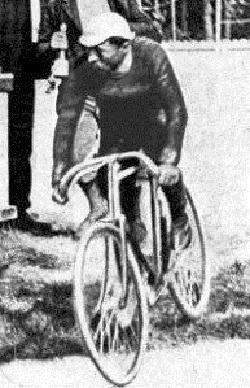
Maurice Garin på cykeln 1897.

Maurice Garin, född 3 mars 1871 i Arvier, Italien, död 19 februari 1957, var en fransk cyklist. Han var känd som den som vann det första Tour de France 1903; prissumman var vid tillfället 3 000 francs. Han blev även den första som diskvalificerades i tävlingen då han uteslöts 1904 för att ha liftat med ett tåg. Samtidigt med Garin, som hade bäst sammanlagd tid, diskvalificerades såväl tvåan som trean i Touren.
Garins segermarginal vid Tour de France 1903 var 2 timmar och 49 minuter vad som är det största värdet i tävlingens historia.
Garin föddes i Arvier i Valle d'Aosta i nordvästra Italien men blev senare en naturaliserad fransman. Han blev fransk medborgare 1901. Efter sin cykelkarriär drev han en liten verkstad i Lens fram till sin död.
Han ligger begravd på Cimetière Est i utkanterna av Sallaumines.

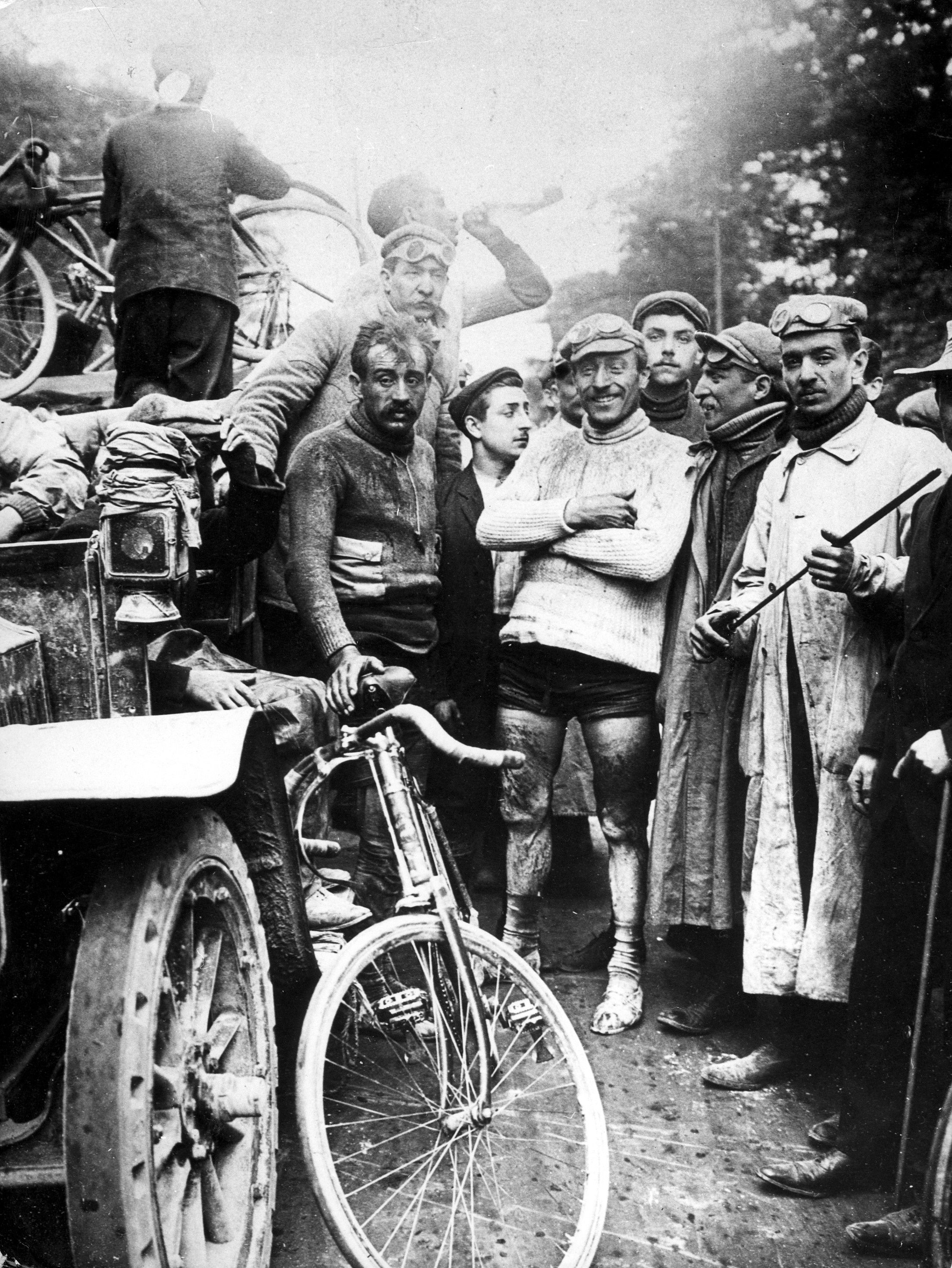
Maurice Garin som första Tour de France-vinnaren 1903, i mitten med vit tröja.
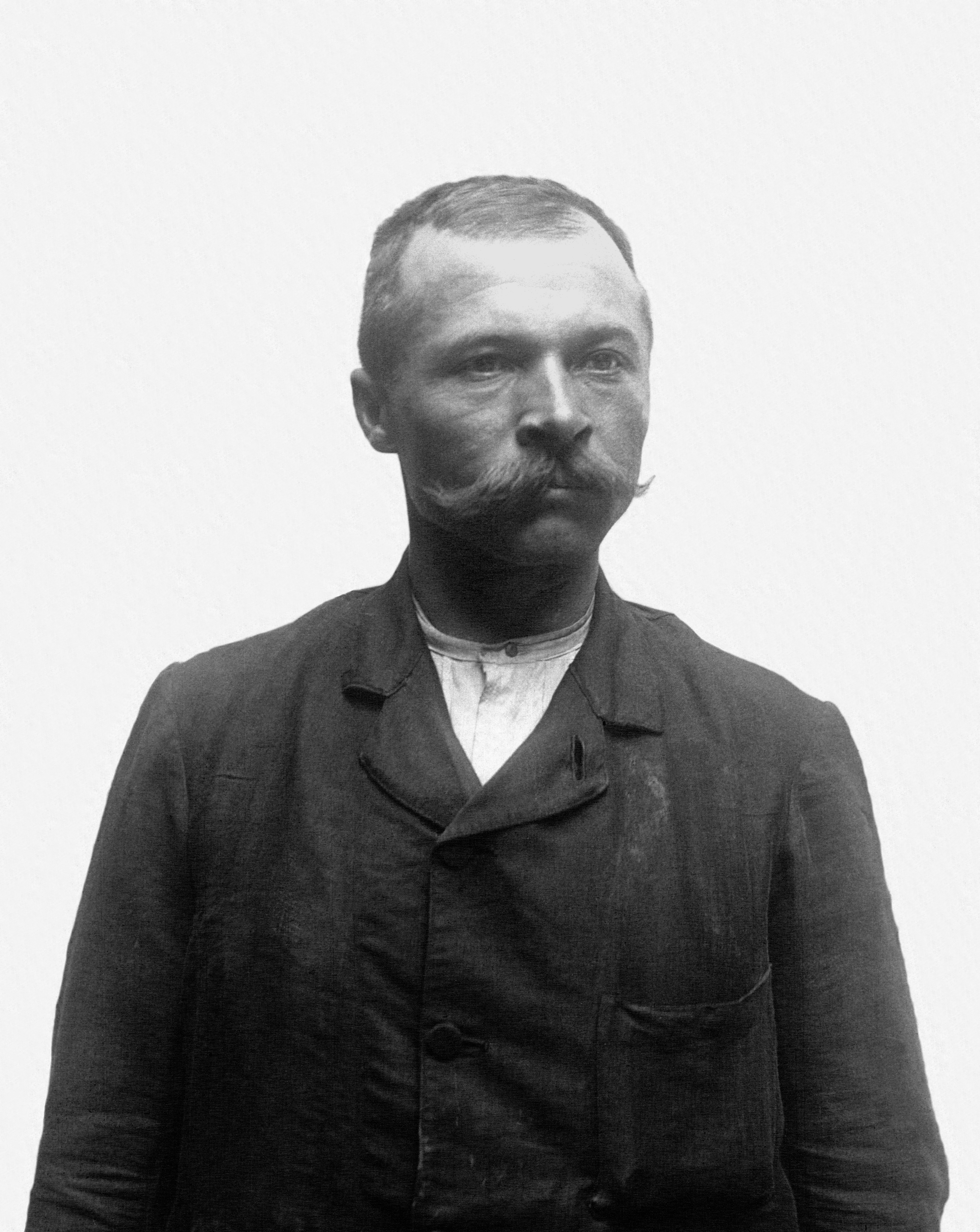
Maurice Garin ca 1911.

## Stora segrar
- Paris-Roubaix - 1897, 1898[1]
- Paris-Brest-Paris - 1901[1]
- Bordeaux–Paris - 1902 (vann 1 av 2 olika tävlingar)
- Tour de France - 1903[1]